# 김명운 (축구 선수)
김명운(한국 한자: 金明雲, 1987년 11월 1일 ~ )은 대한민국의 전 축구 선수이며, 포지션은 공격수였다.

## 축구인 경력

### 선수 경력
2007년 전남 드래곤즈에 입단하여 데뷔 시즌 리그 2경기 출전에 그쳤으나 다음 시즌 18경기에 출전하며 입지를 넓혔다.
2011년 1월 정인환과 김명운이 인천 유나이티드로 이적하고 남준재와 안재준이 전남으로 이적하는 트레이드가 공식 발표되었다. 2011 시즌 리그 9경기에 출전하였으며 2011년 말 병역의무 이행을 위해 상주 상무에 입대하였다.